# Jaglisko
Jaglisko (niem. Diebelsbruch) – wieś sołecka w Polsce położona w województwie zachodniopomorskim, w powiecie choszczeńskim, w gminie Bierzwnik. W latach 1975–1998 miejscowość administracyjnie należała do województwa gorzowskiego. W roku 2008 wieś liczyła 210 mieszkańców. 

## Geografia
Wieś leży ok. 2 km na południowy wschód od Bierzwnika, przy drodze wojewódzkiej nr 160, między Bierzwnikiem a miejscowością Klasztorne.

## Historia
Wieś została założona w czasie kolonizacji w 1752 roku przez namiestnika króla pruskiego Fryderyka II – kapitana von Knobelsdorffa, który przeprowadził werbunek wśród mieszkańców okolic Wielenia. Nadał im plac z jednym bukiem i dębem, gdzie mieli założyć wieś. Miejsce nazwano początkowo Diebelbruch czyli Diabelskie Błota. W 1752 r. kapitan otrzymał informację o założeniu wsi. W 1800 roku nadal miejscowość nazywano „wsią kolonistów”. Wówczas 125 osób zamieszkiwało w 19 domenach, w tym 18 komorników, 2 wyrobników. W XVIII wieku uprawiano tutaj morwę. W 1840 r. we wsi znajdowały się 22 domy. W 1940 r. w kościele znajdowała się szkoła. W tym okresie na wieś składało się 40 gospodarstw.

## Kultura i sport
W Jaglisku znajduje się świetlica wiejska oraz filia Gminnego Ośrodka Kultury i Sportu w Bierzwniku. W maju 2021 roku oficjalnie otwarto plac zabaw wraz z boiskiem sportowym do siatkówki, na otwarciu pojawił się wicemarszałek województwa zachodniopomorskiego Olgierd Kustosz.

## Komunikacja
W miejscowości kiedyś znajdowała się stacja kolejowa linii kolejowej nr 351. Aktualnie we wsi znajdują się dwa przystanki autobusowe, na których zatrzymują się autobusy PKS Gorzów Wielkopolski dowożące uczniów do szkoły w Bierzwniku.